# Combin de Grafeneire
El Combin de Grafeneire o Grand Combin de Grafeneire (4.314 m) es una montaña en los Alpes, en el Grand Combin de los Alpes Peninos occidentales entre el valle de Bagnes y el valle de Entremont, en el territorio de los municipios de Bagnes, Liddes y Bourg-Saint-Pierre.

## Características

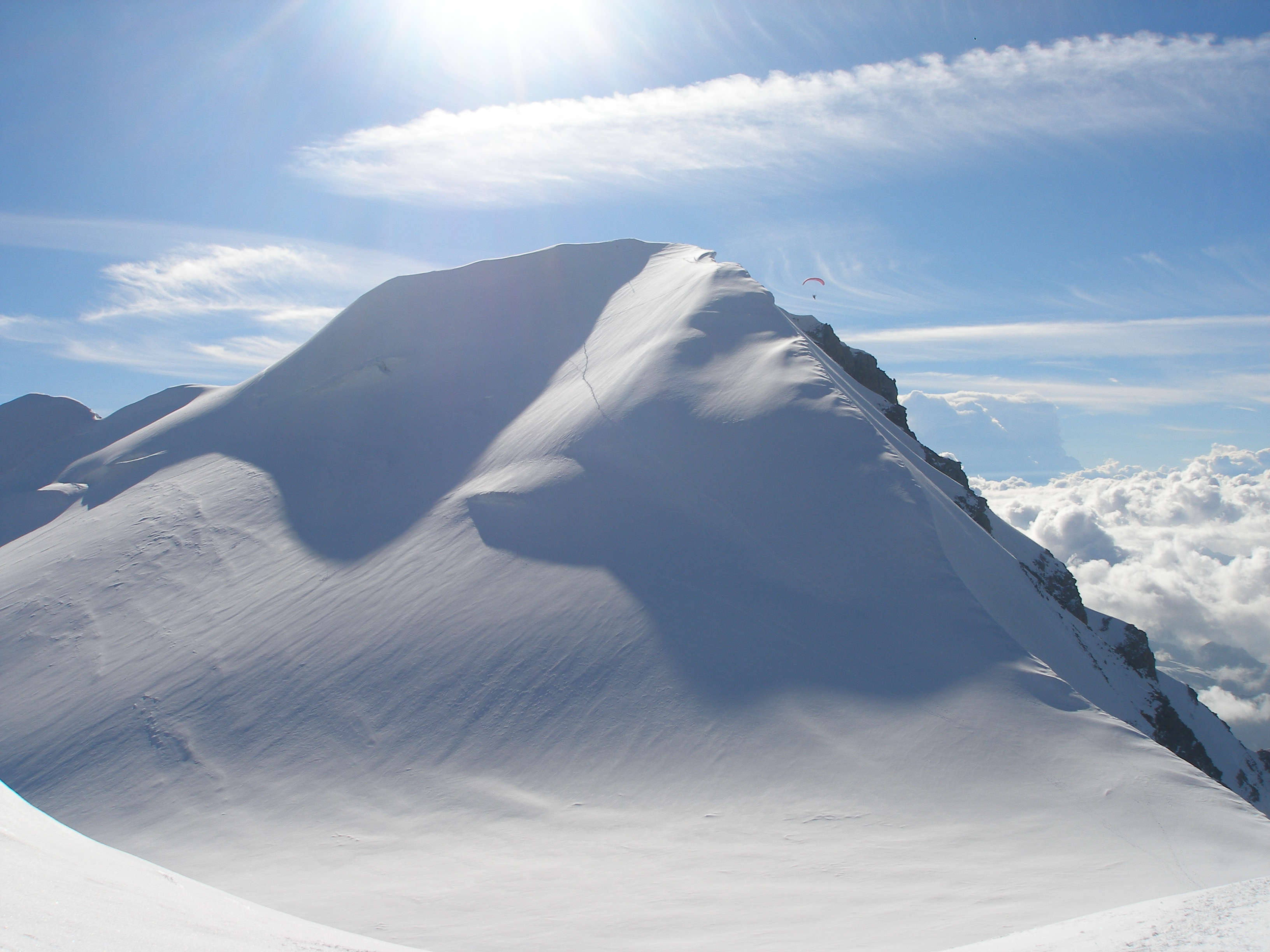
Imagen del Grand Combin de Grafeneire del año 2016.

Esta cima es la más alta del macizo del Grand Combin y en cuanto tal constituye la elevación más alta situada entre el Mont Blanc (4810 m) y el Dent Blanche (4357 m). Se trata de un vasto macizo glacial, en su vertiente septentrional, y por algunas similitudes con algunos pasajes históricos del Mont Blanc le han hecho ganar la denominación de Il Corridoio ("El corredor") o Il muro della Costa ("El muro de la costa").
El Combin de Grafeneire, es la segunda cima más alta de la Romandía.

## Primera ascensión - alpinistas y guías alpinos
El Combin de Grafeneire fue escalado el 30 de julio de 1859 por: C. Sainte Claire de Ville Daniel, Emanuel y Gaspard Balleys, B. Dorsaz.
Según la clasificación SOIUSA, el Combin de Grafeneire pertenece:
- Gran parte: Alpes occidentales
- Gran sector: Alpes del noroeste
- Sección: Alpes Peninos
- Subsección: Alpes del Grand Combin
- Supergrupo: Cadena Grand Combin-Monte Velàn
- Grupo: Grupo del Grand Combin
- Código: I/B-9.I-B.4